# 547

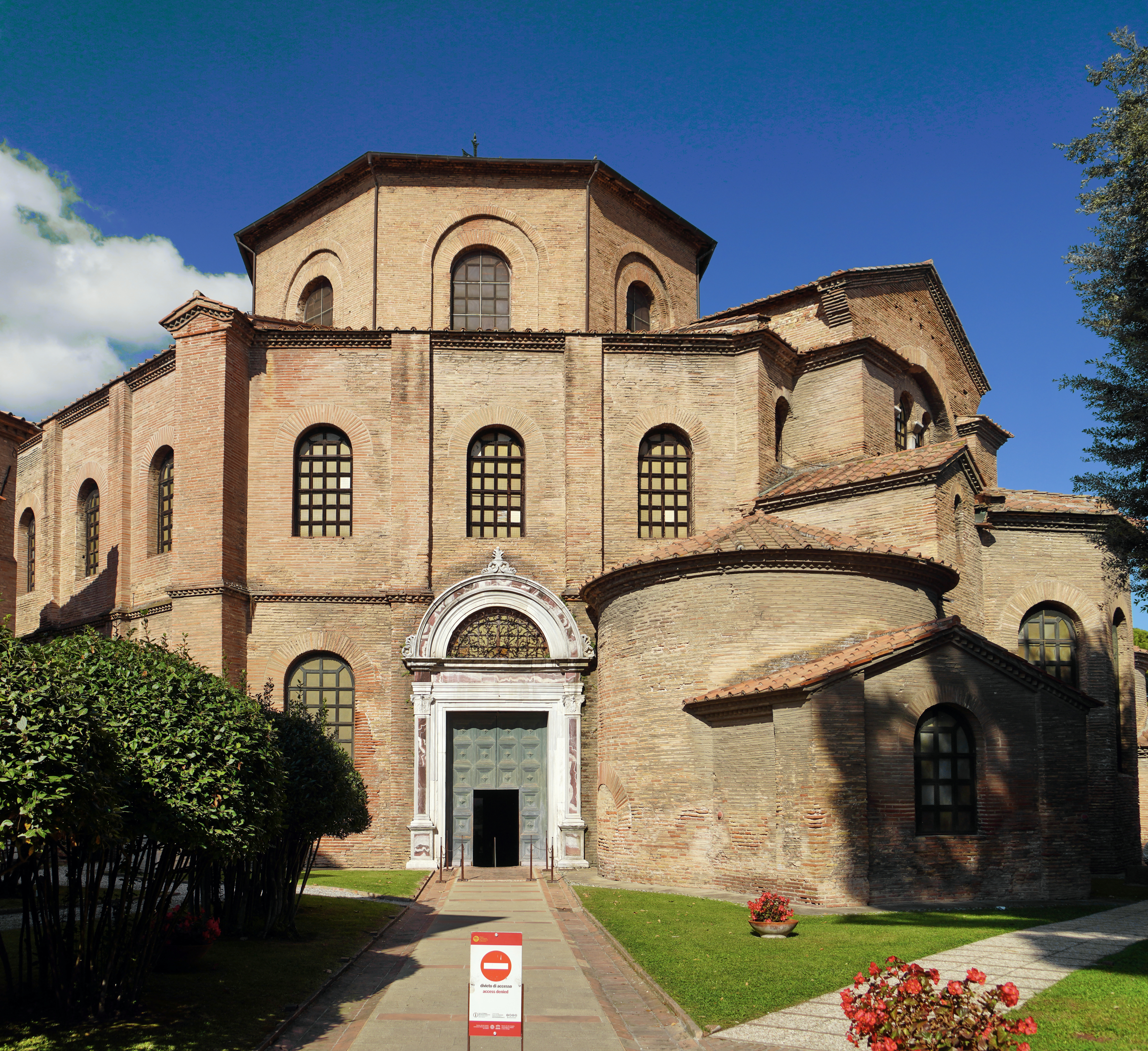
De Basiliek van San Vitale (Ravenna)

Het jaar 547 is het 47e jaar in de 6e eeuw volgens de christelijke jaartelling.

## Gebeurtenissen

### Europa
- Gotische Oorlog: Belisarius herovert Rome en herstelt de verdedigingswerken. Het platteland is geteisterd door jaren oorlog, waarbij talloze duizenden burgers worden afgeslacht. De eens zo machtige steden – Napels en Milaan – liggen er vrijwel verlaten bij.
- Theudowald (r. 548-555) volgt zijn vader Theudebert I op als koning van Austrasië. Hij heeft het Frankische koninkrijk 14 jaar geregeerd en zijn controle over het tegenwoordige Zuid-Duitsland, Oostenrijk en Noord-Italië verstevigd.
- In Ravenna wordt de basiliek van San Vitale voltooid. In de kerk worden ter herinnering van de consecratie van de San Vitale schitterende mozaïeken van Justinianus I en Theodora I met patriciërs (Byzantijnse adel) aangebracht.

## Religie
- Het klooster van Saydnaya (Syrië) wordt gesticht. Volgens de legende geeft Justinianus I opdracht tot de bouw, na de verschijning van de Heilige Maagd.
- Bloedbad van Caesarea: Lokale christenen zorgen voor een bloedbad in Caesarea (huidige Israël). Zij vermoorden vele Joden en Samaritanen. (waarschijnlijke datum)

## Overleden
- Benedictus van Nursia (67), monnik en heilige
- Maelgwn, koning van Gwynedd (waarschijnlijke datum)
- Scholastica (67), kluizenares en heilige
- Theudebert I, koning van Austrasië (of 548)
- Tribonianus (47), Byzantijns jurist